# Américo Nunes
Américo Nunes, nascido em Lisboa em 1928,  foi um dos melhores pilotos portugueses de sempre, tendo construído um palmarés de rara qualidade ao longo de 20 anos de carreira, dividida entre ralis e velocidade. Começou a correr em 1962 e retirou-se em 1983, tendo corrido quase sempre ao volante de diversos modelos da marca Porsche. Nos anos iniciais usou vários modelos do modelo 356, tendo obtido o seu primeiro 911 no ano de 1967.
Em 20 anos de carreira, entre Ralis e Velocidade, obteve um total de 9 títulos de Campeão Português. Os primeiros triunfos à geral em ralis do campeonato nacional deram-se em 1965 e o derradeiro sucesso num rali aconteceu em 1978, quando conseguiu impor o seu Porsche 911 S 2.4 ao Ford Escort RS 1800 do seu amigo e arqui-rival, Giovanni Salvi, no Rali Rota do Sol, disputado na região de Leiria. Em 1980 cumpriu a última época completa, tendo assinado algumas excelentes exibições, sempre em confronto com carros e pilotos de geração mais recente.
Viria a retirar-se definitivamente após o rali das Camélias de 1983, prova que cumpriu ao volante de um Porsche 911 de 3 litros.
Faleceu no dia 10 de dezembro de 2015, aos 87 anos, vítima de doença prolongada.